# Запис крушка (Цикот)
Запис крушка (Цикот) се налази на парцели чији је власник Месна заједница Цикот.

## Локација
| Општина             | Рековац                                                                     |
| Катастарска општина | Цикот                                                                       |
| Потес               | Село                                                                        |
| Координате          | 43° 53′ 49″ С; 21° 05′ 23″ И / 43.896999999999998° С; 21.089700000000001° И |
| Надморска висина    | 271m                                                                        |

## Карактеристике
Дендрометријске вредности утврђене на терену и сателитским снимцима:
| Стабло                     | Крушка |
| Висина стабла              | m      |
| Обим дебла                 | m      |
| Пречник крошње             | 10m    |
| Пречник дебла              | m      |
| Висина дебла до прве гране | m      |

## База записа
Запис је у оквиру Викимедија пројекта "Запис - Свето дрво" заведен под редним бројем 0724.